# Kaltern
Kaltern an der Weinstraße ([ˈkaltɐn]; italienisch Caldaro sulla Strada del Vino) ist eine italienische Gemeinde in Südtirol mit 8181 Einwohnern (Stand 31. Dezember 2023). Kaltern liegt im Überetsch an der Südtiroler Weinstraße.

## Geographie

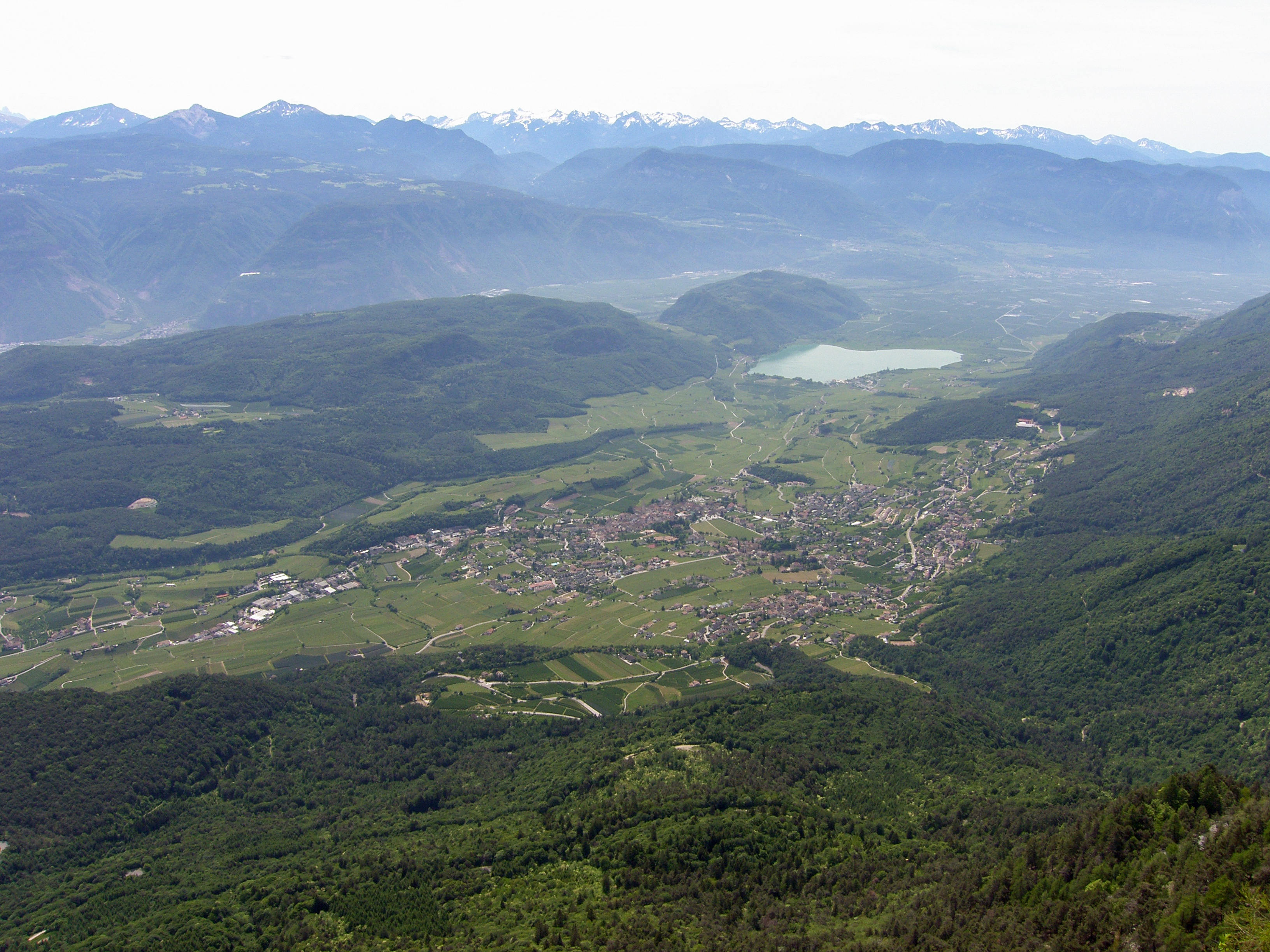
Kaltern und See im Hintergrund vom Penegal aus gesehen mit Blickrichtung Südost

Die Marktgemeinde Kaltern liegt im Süden Südtirols wenige Kilometer südwestlich der Landeshauptstadt Bozen. Die 47,96 km² große Gesamtfläche umfasst die südliche Hälfte des Überetsch – einer orografisch rechts über dem Talboden der Etsch erhöhten Hügellandschaft, in der sich die Siedlungszentren der Gemeinde befinden – sowie einen Abschnitt des westlich davon aufragenden Mendelkamms und kleine Teile des Unterlands.
Das Gemeindezentrum Kalterns breitet sich am Überetscher Hangfuß des Mendelkamms aus. Die einstmals getrennten alten Ortskerne von Kaltern, nämlich Dorf, Mitterdorf sowie etwas höher gelegen St. Anton-Pfuß und St. Nikolaus, sind im Laufe des 20. Jahrhunderts nahezu zusammengewachsen (von etwa 400 bis auf 600 m s.l.m.). Im Westen überragt werden die Siedlungsflächen durch den von Norden nach Süden streichenden Mendelkamm, der die Grenze zum Trentino trägt. Eingeschnitten wird der Kammverlauf durch den Mendelpass (1363 m) hoch über St. Anton, einen die Dorfansicht beherrschenden Gipfel findet er im Penegal (1737 m) etwas nördlich des Passes. Im Osten an der Gemeindegrenze zu Pfatten hin liegt der u. a. durch das Frühlingstal gegliederte Höhenzug des Mitterbergs, der das Überetsch von der Sohle des Etschtals trennt.
Im Norden stößt Kaltern – jenseits der beiden Fraktionen Oberplanitzing (500 m) und Unterplanitzing (430 m) – an die Überetscher Nachbargemeinde Eppan. Südlich des Hauptorts sinkt das Gelände sanft zum drei Kilometer entfernten Kalterer See (215 m) mit der Fraktion St. Josef am See hin ab. Weiter südlich ragt das Gemeindegebiet ein Stück in den flachen Talboden des Unterlands hinein, wo Kaltern an Tramin und Neumarkt grenzt. Im Südwesten des Gemeindegebiets – auf einem Mittelgebirgsplateau hoch über dem Kalterer See – liegt Altenburg (610 m).

## Geschichte
Das Kalterer Gemeindegebiet war schon in allerfrühester Zeit besiedelt. Im Ortsteil Klavenz fand man Steinkammergräber aus der Steinzeit. Die Tuiflslammer war im Neolithikum ein Rastplatz für Jäger, ehe in der Bronzezeit eine relativ große Siedlung gebaut wurde. Zahlreiche Funde aus allen Epochen wurden bei den Grabungen 1929 freigelegt. Im Falzig am Abhang Richtung Pfatten wurden mehrere prähistorische Wallburgen ausfindig gemacht.
Der Ortsname ist erstmals im sogenannten Vigiliusbrief aus dem 11. Jahrhundert als Caldare, 1184 als Caltarn und 1519 als Kaltern und Kalthern bezeugt. 1439 ist ein eigenes Kalterer und Traminer Leiherecht als „usus et consuetudo terre Caldary et cappelle Trameni“ (Rechtsgewohnheiten des Kaltern-Traminer Gebiets) bezeugt. Administrativ war Kaltern Mittelpunkt eines eigenen Landgerichts ab dem 13. Jahrhundert, das unter der Herrschaft der Grafen von Tirol dem Hochstift Trient entfremdet und zunächst den Herren von Rottenburg, sodann nach deren Entmachtung im frühen 15. Jahrhundert dauerhaft landesfürstlichen Amtsträgern übertragen wurde.
Zahlreiche repräsentative Bauten aus dem 16. und 17. Jahrhundert sind vom sogenannten Überetscher Stil, einem hybriden Spätrenaissancestil, bestimmt. Schon die Landesbeschreibung von Marx Sittich von Wolkenstein aus der Teit um 1600 berichtet, Kaltern weise, im Gegensatz zur ländlichen Umgebung, „stattheuser“ auf. 1657 wurde Kaltern zur Marktgemeinde erhoben. Im Jahr 1900 hatte Kaltern 1586 (als Gemeinde 4539) Einwohner.
Aufgrund der Niederlage Österreich-Ungarns im Ersten Weltkrieg und des Vertrages von Saint-Germain kam der Ort zusammen mit Südtirol 1920 zum Königreich Italien.

## Name
Der Name Kaltern geht möglicherweise auf ein romanisches caldara mit der Bedeutung „Kessel, Heizkessel“, eventuell übertragen „warme Geländesenke“ zurück. Seit 1971 trägt die Gemeinde den werblichen Zusatz „an der Weinstraße“ im amtlichen Namen.

## Politik

### Bürgermeister
Bürgermeister seit 1952:
- Anton Gratl: 1952–1956
- Siegfried Sölva: 1956–1965
- Arthur Atz: 1965–1969
- Robert Morandell: 1969–1970
- Hermann Sölva: 1970–1980
- Wilfried Battisti Matscher: 1980–2010
- Gertrud Benin Bernard: 2010–2025
- Christoph Pillon: seit 2025

### Gemeindepartnerschaften
Kaltern unterhält eine Partnerschaft mit
- der deutschen Kreisstadt Heppenheim im Landkreis Bergstraße (Hessen)
- der deutschen Stadt Tegernsee in Oberbayern

## Bevölkerung
Kaltern ist gemäß den erhobenen Sprachgruppenzugehörigkeitserklärungen bzw. Sprachgruppenzuordnungserklärungen eine weitgehend deutschsprachige Gemeinde. Als Berechnungsgrundlage der folgenden Prozentwerte wurden die gültigen Erklärungen von Personen mit italienischer Staatsbürgerschaft herangezogen.
| Sprache     | 1981    | 1991    | 2001    | 2011    | 2024    |
| ----------- | ------- | ------- | ------- | ------- | ------- |
| Deutsch     | 94,34 % | 93,92 % | 93,06 % | 92,61 % | 91,55 % |
| Italienisch | 5,48 %  | 5,74 %  | 6,64 %  | 7,03 %  | 7,93 %  |
| Ladinisch   | 0,18 %  | 0,35 %  | 0,30 %  | 0,36 %  | 0,51 %  |

## Wirtschaft
Der Tourismus und die Landwirtschaft, im Speziellen Obst- und Weinbau, sind die wichtigsten Wirtschaftsfaktoren.

## Verkehr
Für den Kraftverkehr ist das Gemeindegebiet in erster Linie durch die Südtiroler Weinstraße erschlossen, zudem vermittelt die SS 42 eine Verbindung über den Mendelpass ins Nonstal.
Die Mendelbahn verbindet den Ortsteil St. Anton mit dem Mendelpass. Zwischen 1898 und 1974 verband zudem die Überetscher Bahn Kaltern mit Bozen. Heute dient die aufgelassene Trasse in weiten Teilen der Radroute 7 „Bozen–Kaltern“.

## Bildung
In Kaltern gibt es drei Grundschulen: im Ortskern (Gebäude errichtet 1908 nach Plänen von Wilhelm Anton Linke und Hugo Rütter), in Oberplanitzing und in St. Josef. Weiters besteht eine Mittelschule. Die vier Einrichtungen zusammen bilden einen gemeinsamen deutschsprachigen Schulsprengel.

## Sehenswürdigkeiten
- Südtiroler Weinmuseum, dem „Kalterer“ (Wein) und der Weinstraße gewidmet
- Pfarrkirche Maria Himmelfahrt
- St. Vigil und St. Peter in Altenburg
- Mendelbahn
- Schloss Sallegg in Mitterdorf
- Kirche von St. Nikolaus
- Freibad Kaltern: technisch komplexe, formal ambitionierte Architektur, erbaut 2006 vom Wiener Architekturbüro „the next ENTERprise“ (Marie-Therese Harnoncourt und Ernst Fuchs)
- Galerie Gefängnis Le Carceri

## Freizeit und Sport

### Wanderwege
Kaltern und seine nähere Umgebung verfügt über zahlreiche gut markierte Wanderrouten:
- Rundweg um den Kalterer See: leicht begehbarer Panoramaweg, führt durch das größte erhaltene Feuchtgebiet zwischen Poebene und Alpen
- Aufstieg nach Altenburg: (615 m s.l.m.), von St. Josef (228 m s.l.m.), zwei Wegvarianten: Nr. 14 über St. Peter oder Nr. 1 durch die Rastenbachklamm, Rückweg über den „Friedensweg“
- Großer und Kleiner Montiggler See: vom Nordufer des Kalterer Sees oder von Kaltern, Wege Nr. 19 und 20
- Kalterer Höhenweg: von Altenburg zur Göllerwiese (1510 m), von dort entweder Abstieg nach Söll bei Tramin und zum Seerundweg oder zum Roen (2116 m) und zur Überetscher Hütte
- Steilere Wanderungen auf die Mendel (Roen 2116 m, Penegal 1740 m)
- Trasse der ehemaligen Überetscher Bahn (Rad- und Wanderweg bis Bozen)

### Kalterer See
Die Wassertemperatur des Kalterer Sees beträgt im Sommer bis zu 28 Grad (gilt als der wärmste Badesee der Alpen), damit beginnt die Badesaison meist schon Mitte Mai. Der See eignet sich weiters zum Fahren mit Ruder- und Tretbooten, zum Segeln und Windsurfen sowie im Winter zum Eislaufen. Neben dem im Jahr 2006 neu errichteten Freischwimmbad befindet sich auch ein Beach-Volleyballfeld.

## Persönlichkeiten

### Söhne und Töchter
- Matthias Alban (1634–1712), Geigen- und Lautenbauer
- Anton Sepp (1655–1733), Missionar des Jesuitenordens
- Josef Valentin von Morandell (1770–1843), Mitstreiter Andreas Hofers[14]
- Maria von Mörl (1812–1868), Mystikerin
- Karl Atz (1832–1913), Kunsthistoriker
- Maria Anna von Buol-Berenberg (1861–1943), Volksschriftstellerin
- Petrus Klotz (1878–1967), Erzabt und Reiseschriftsteller, kam in Mitterdorf zur Welt
- Nikolaus von Lutterotti (1892–1955), Benediktiner, Prior und Archivar der Benediktinerabtei Grüssau in Niederschlesien
- Fritz Ranzi (1909–1977), Historiker
- Hans Psenner (1912–1995), Zoologe

### Personen mit Beziehung zu Kaltern
- Franz Six (1909–1975), deutscher SS-Brigadeführer und NS-Funktionär; verbrachte seinen Lebensabend in Kaltern
- Kurt Brand (1917–1991), deutscher Science-Fiction-Autor; lebte und verbrachte seinen Lebensabend in Kaltern
- Sabina Florian (* 1983), italienische Eishockeyspielerin
- Andreas Seppi (* 1984), italienischer Tennisspieler; lebt in Kaltern
- Anton Bernard (* 1989), Eishockeyspieler der italienischen Nationalmannschaft
- Andreas Bernard (* 1990), italienischer Eishockey Nationaltorwart, Torhüter in der 1. finnischen Liga (Liiga)
- Raphael Andergassen (* 1993), Eishockeyspieler der italienischen Nationalmannschaft
- Lisa Fissneider (* 1994), italienische Schwimmerin; lebt in Kaltern

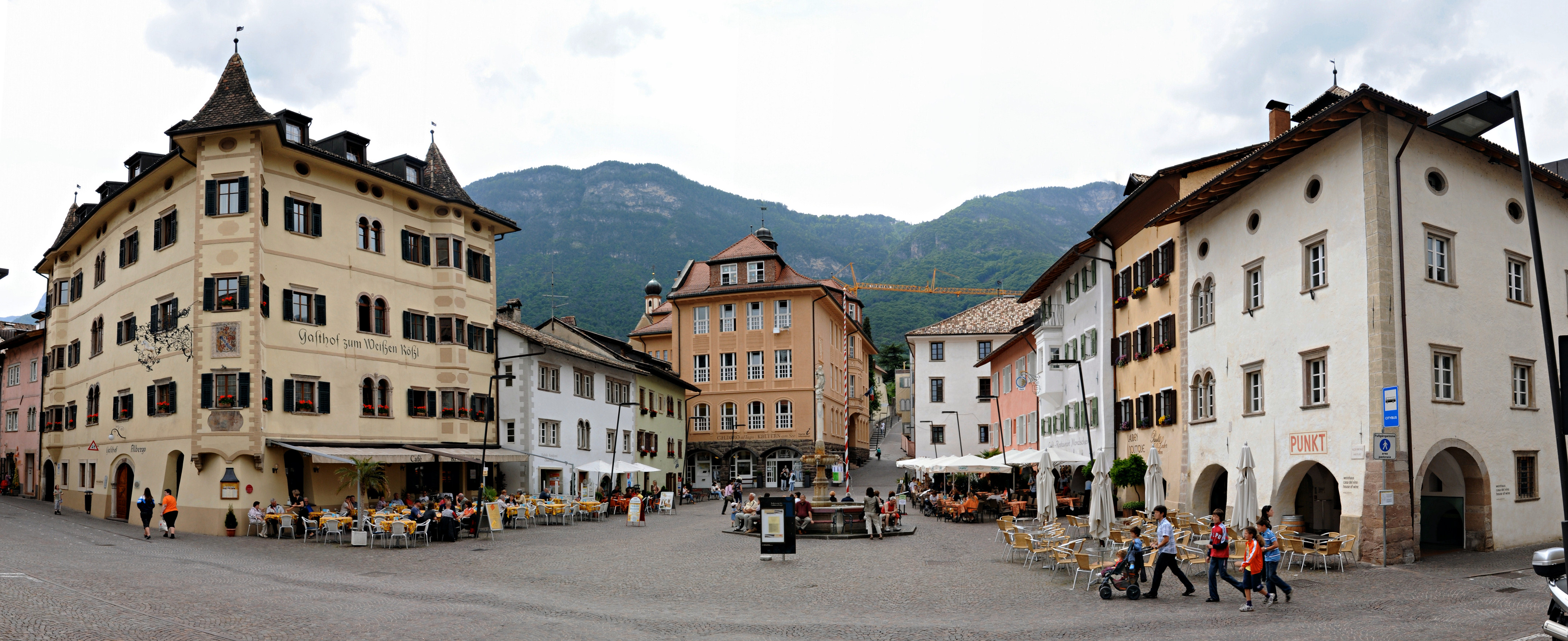
Panorama Marktplatz Kaltern
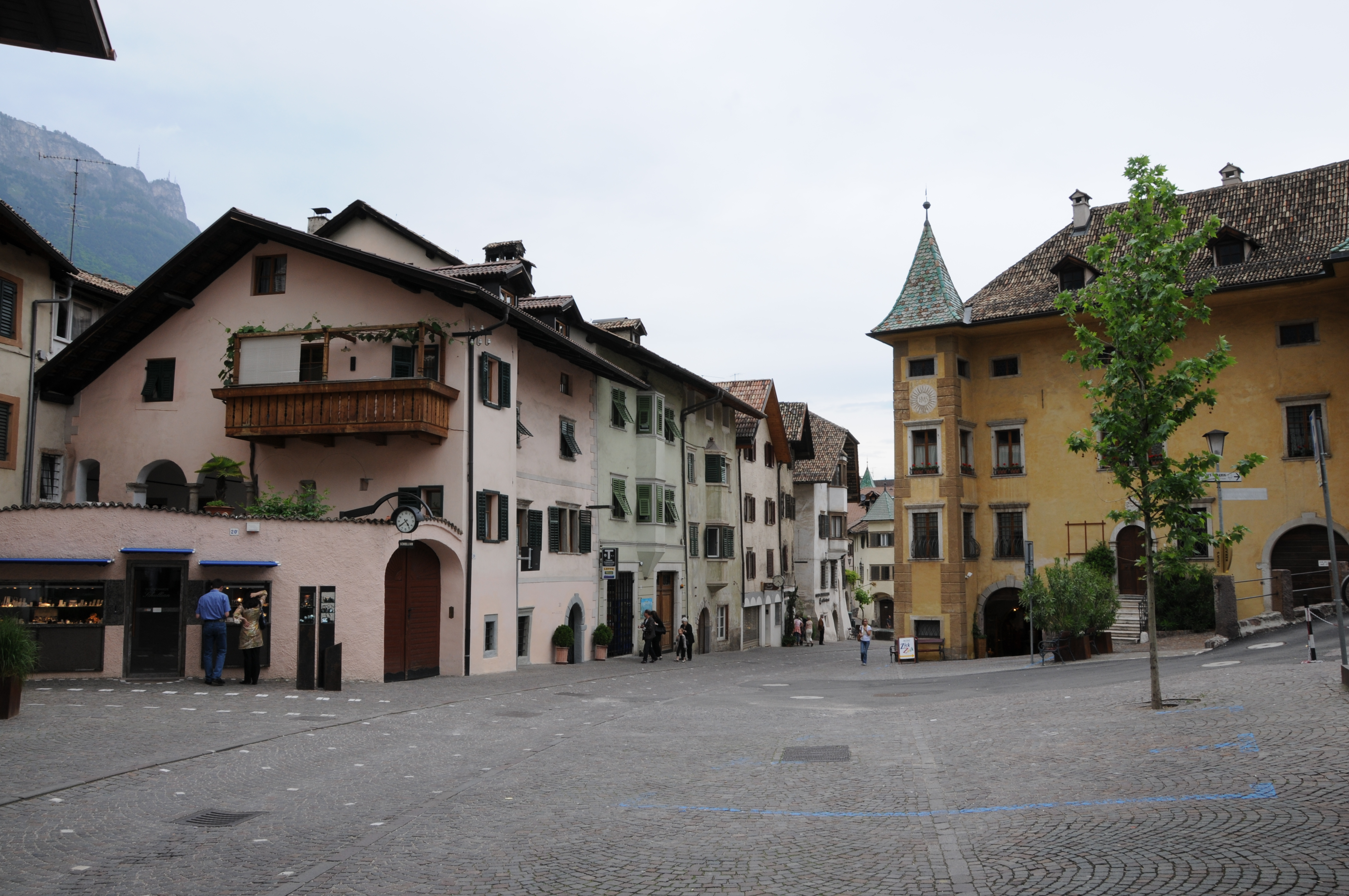
Kaltern, Dorf
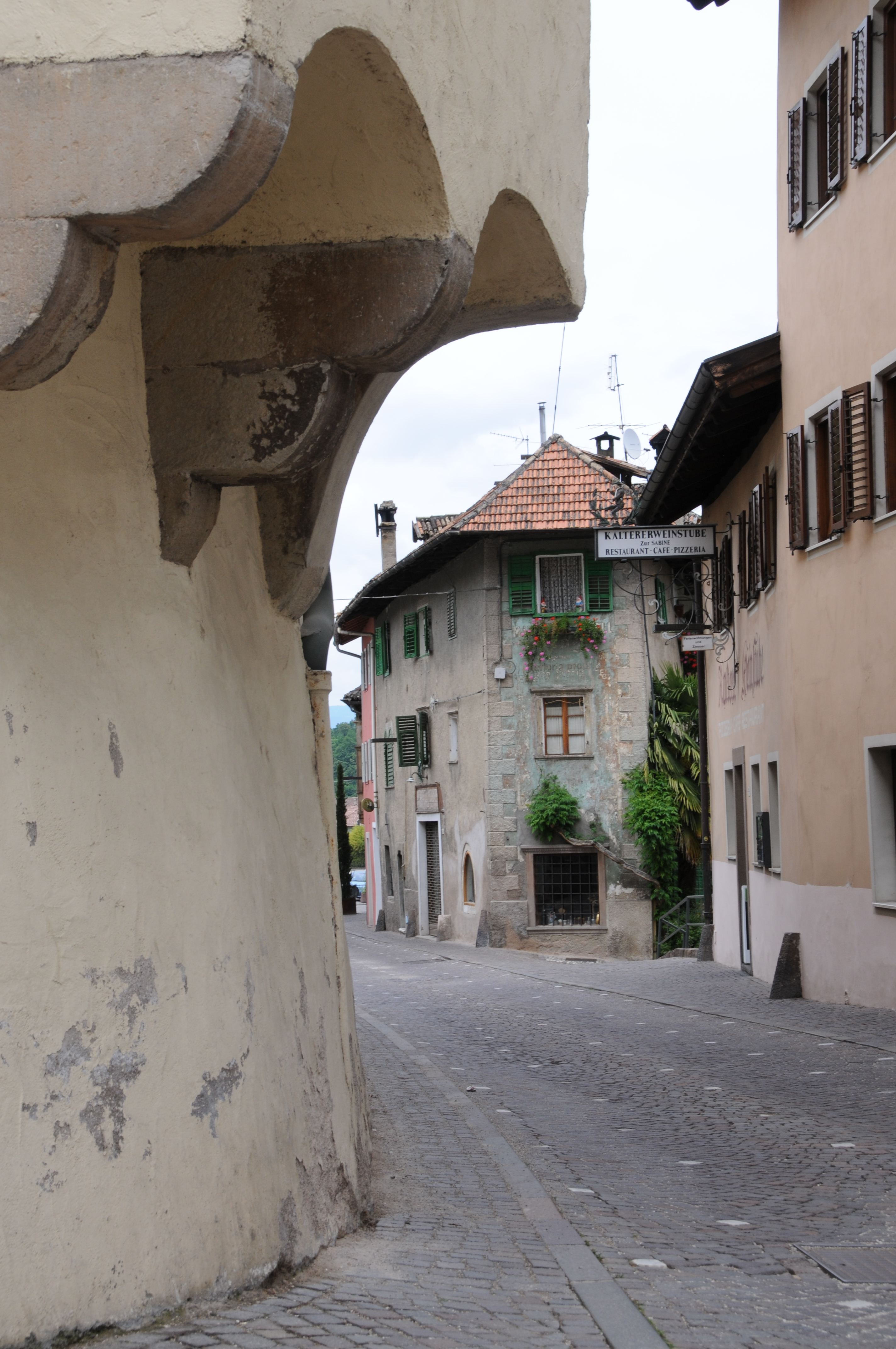
Kaltern, Dorf
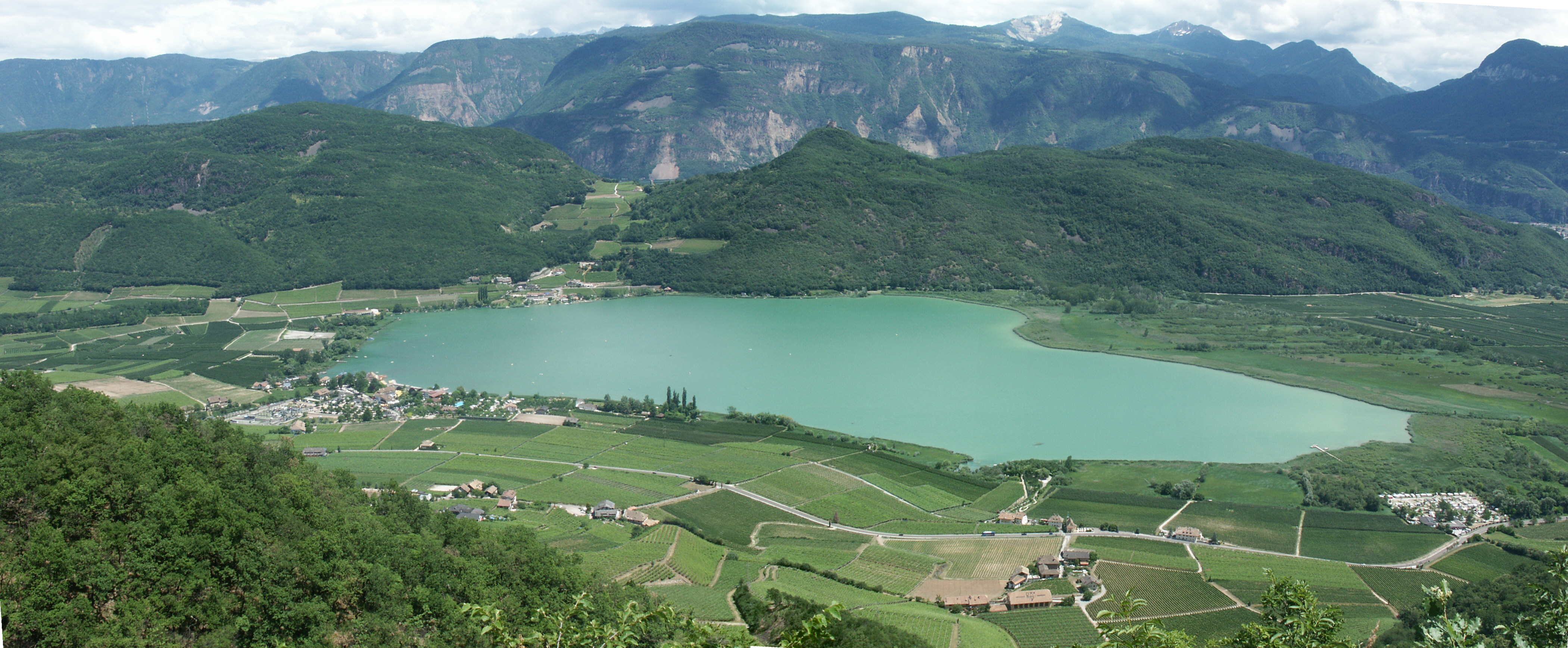
Kalterer See, von Altenburg aus
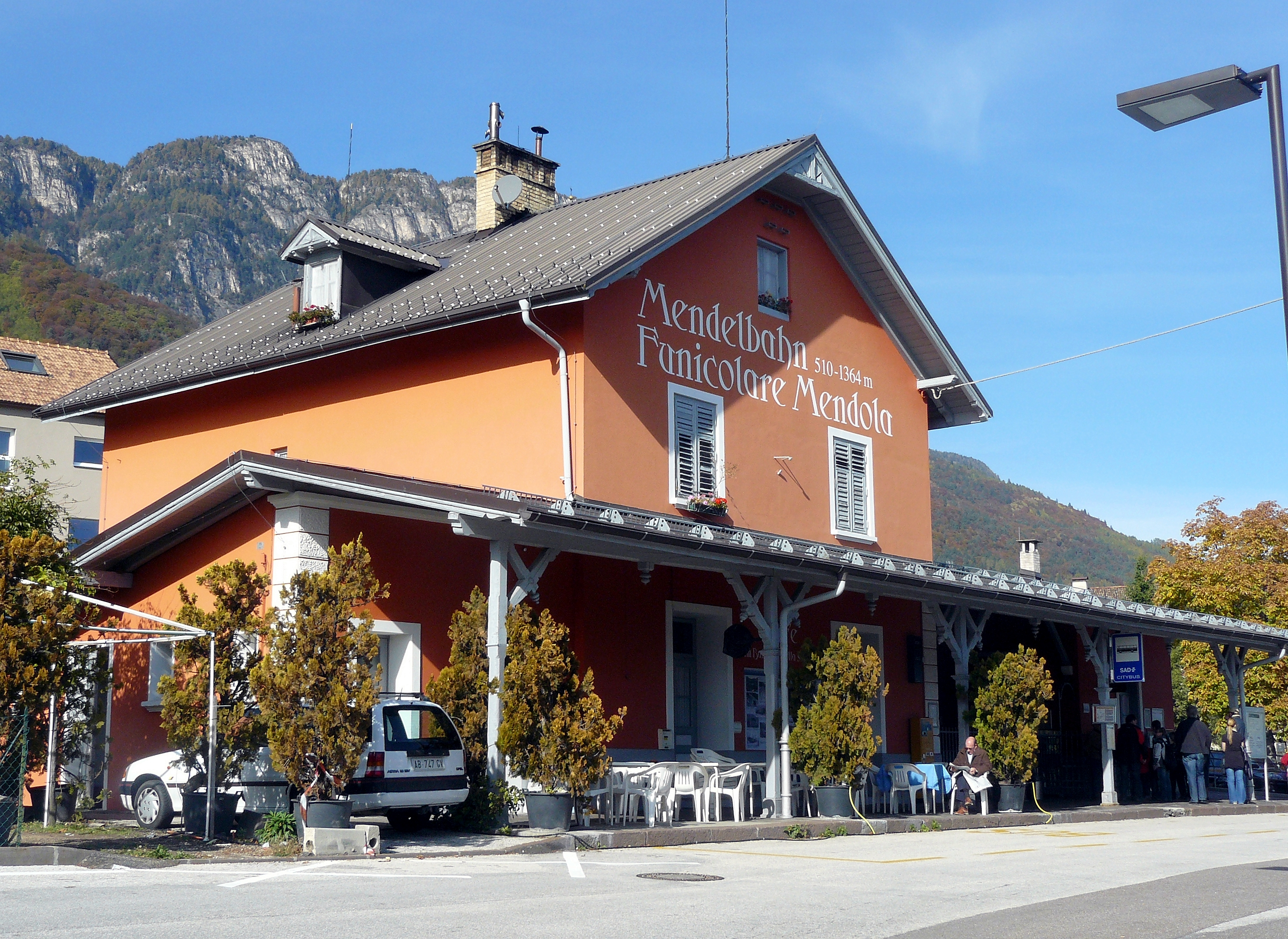
Talstation der Mendelbahn
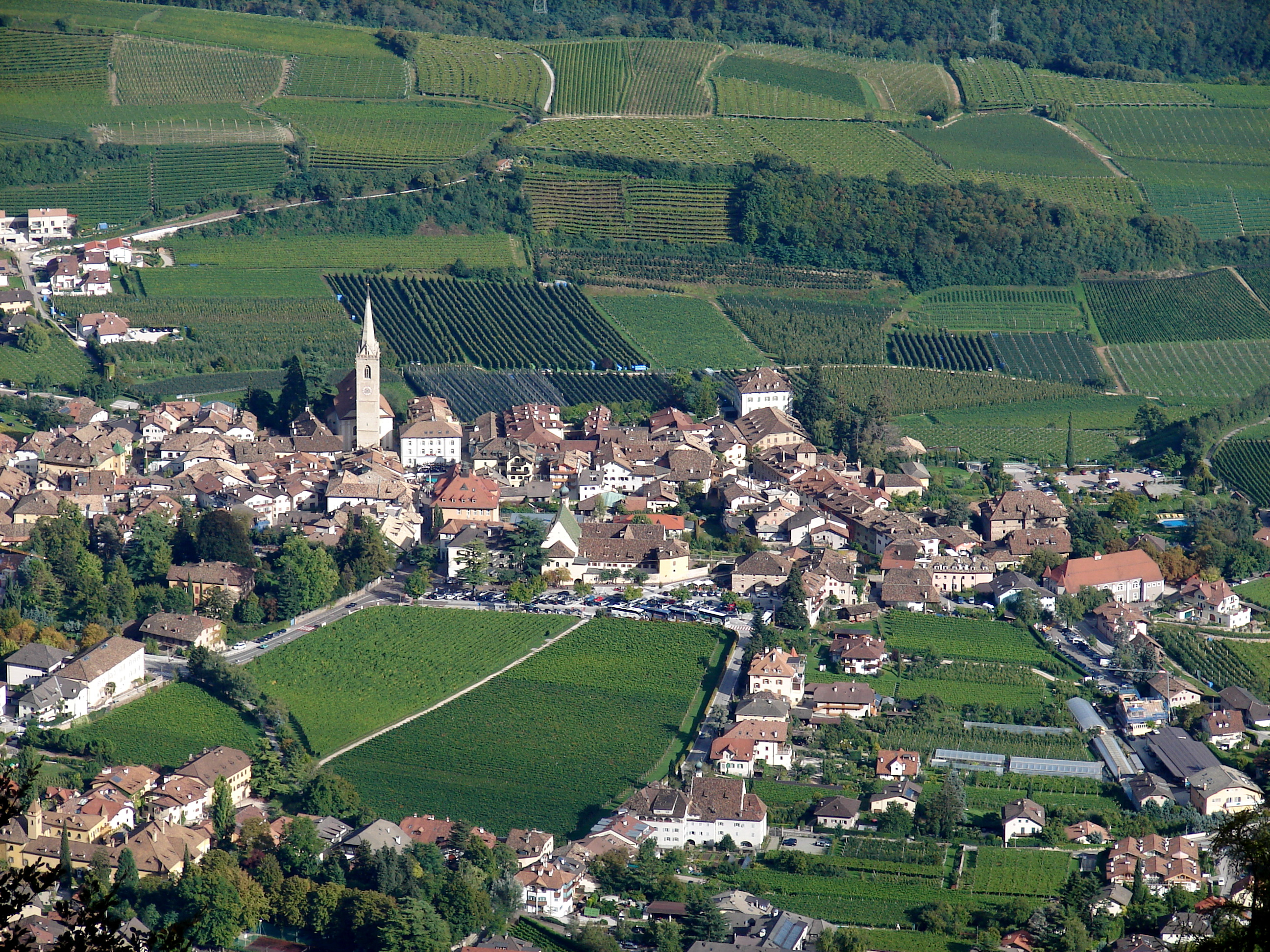
Blick auf Kaltern vom Mendelpass